# Frederikke Schmidt
Frederikke Antonie Schmidt er en dansk iværksætter. Hun er stifter og kreativ direktør for skotøjsvirksomheden Roccamore, der har særlig fokus på højhælede sko.
Hun er uddannet sko-designer fra designskolen Polimoda i Firenze og har blandt andet arbejdet for Ferragamo, Prada og Icon Shoes.
Frederikke Schmidt startede oprindeligt sit sko-brand via en beskeden Kickstarter-kampagne, men har siden opnået eksplosiv vækst og omsætter i dag for millioner.
Frederikke Schmidt var ambassadør for Global Entrepreneurship Week i 2015 og har været fortaler for at sætte innovation på skoleskemaet.
Fra 2014-2017 var Frederikke Schmidt desuden partner i netværket Ladies First og var i den forbindelse nomineret til IVÆKST's iværksætterpris for Årets Kvindelige Iværksætter i 2014 blandt andet sammen med Alexandra Balshøj.
Schmidt udgav i 2023 bogen Rebel.